# Nikola Božidarević (profesor)
Nikola Božidarević (1642. − 1699.), hrvatski profesor iz Dubrovnika. Nepravedno nije poznat široj javnosti, jer je među prvim hrvatskim profesorima na inozemnim sveučilištima. Predavao je filozofiju na učilištu u Firenzi.